# Чумний стовп

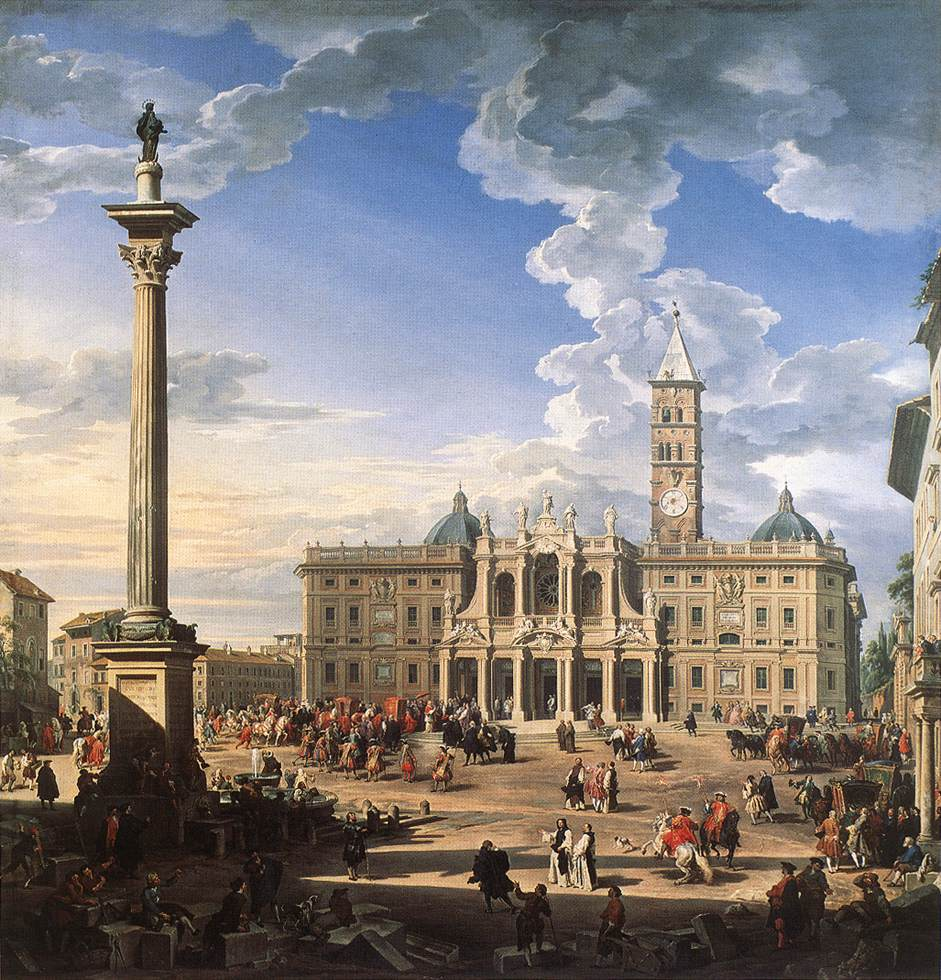
Церква Санта Марія Маджоре та колона на честь Богородиці, 1744. Художник Панінні

Чумний стовп — усталена назва на позначення монумента на подяку католицькому святому за припинення епідемії чуми. Серед інших назв — Марійська колона (стовп) і Колона (стовп) Св. Трійці.

## Історичні дані
Традиція створення колон як окремо поставлених монументів сягає в європейську античність. Відомі стовпи на честь римських імператорів. Серед випадково збережених монументів подібного роду — колона імператора Траяна. Колись вона була частиною розкішного комплексу споруд форуму імператора Траяна з базилікою, двома бібліотеками грецьких та римських рукописів та кінним монументом.
Колону вінчала фігура орла. По смерті імператора орла замінили на брозову фігуру імператора. Остання була втрачена в добу Середньовіччя. У XVI столітті верхівку колони прикрасили за наказом Папи Римського скульптурою апостола Петра, першого Папи Римського і покровителя Папської держави. Поодинокі зразки колон на честь імператорів зводили і в Константинополі як порівняння імператорів Візантії з давньоримськими імператорами. Але у Візантії цей тип монументів поширення не мав.

## В Італії
Серед перших стовпів на честь Мадонни — колона в Клермон-Ферран у Галлії, яку спорудили у XX столітті.
Традицію ставити колони успадкувала і католицька Італія і Рим. Поширення вони отримали в період після Триденського собору (1545—1563 рр.), наради для координації дій по протистоянню ідеям Реформації і народжених форм протестантизму. Серед перших колон у Римі — монумент перед фасадом церкви Санта-Марія-Маджоре. Верхівку колони прикрасили фігурою Мадонни з немовлям. Вона і стала прообразом подібних монументів у багатьох країнах Європи, які дотримувались католицизму. Так, монумент на честь вшанування імператорів Риму почали використовувати на знак пошани Богородиці, а згодом Св. Трійці та католицьких святих. Частіше це були колони на честь Богородиці та Св. Роха, покровителя хворих на чуму. Колони ставили в подяку за припинення епідемій та інших випадків допомоги святих.

## У Центральній Європі
Чумний стовп — характерна ознака багатьох міст і містечок Центральної Європи (Німеччини, Чехії, Словаччини, Австрії, Польщі, Угорщини), а також Іспанії і Португалії. Серед перших чумних стовпів-колон — стовп на честь позбавлення міста Мюнхен від вояків шведської армії та припинення чуми у 1638 р.
У добу бароко бажання прикрасити стовбур колони численними оздобами настільки камуфлювало його, що він практично зникав під нагромадженням оздоб, кам'яних хмарок, бічних скульптур. Деталі деяких чумних стовпів золотили, що посилювало їхній декоративний ефект. До створення стовпів залучали архітекторів і відомих скульпторів. Відома участь у створенні скульптур для чумного стовпа уславленого скульптора Матьяша Бернарда Брауна.
Іноді будівництво тривало десятиліттями. Спорудження колони Св. Трійці в місті Оломоуць розтяглося з 1716 до 1754 р. Споруда вийшла настільки великою, що в її нижній частині розмістили й невеличку каплицю. Висота колони сягає позначки 35-ти метрів. У 2000 р. чумний стовп міста Оломоуця внесли до переліку пам'яток Всесвітнього культурного надбання як значного зразка центральноєвропейського бароко.

## Галерея

Чумні стовпи в різних місцях Європи
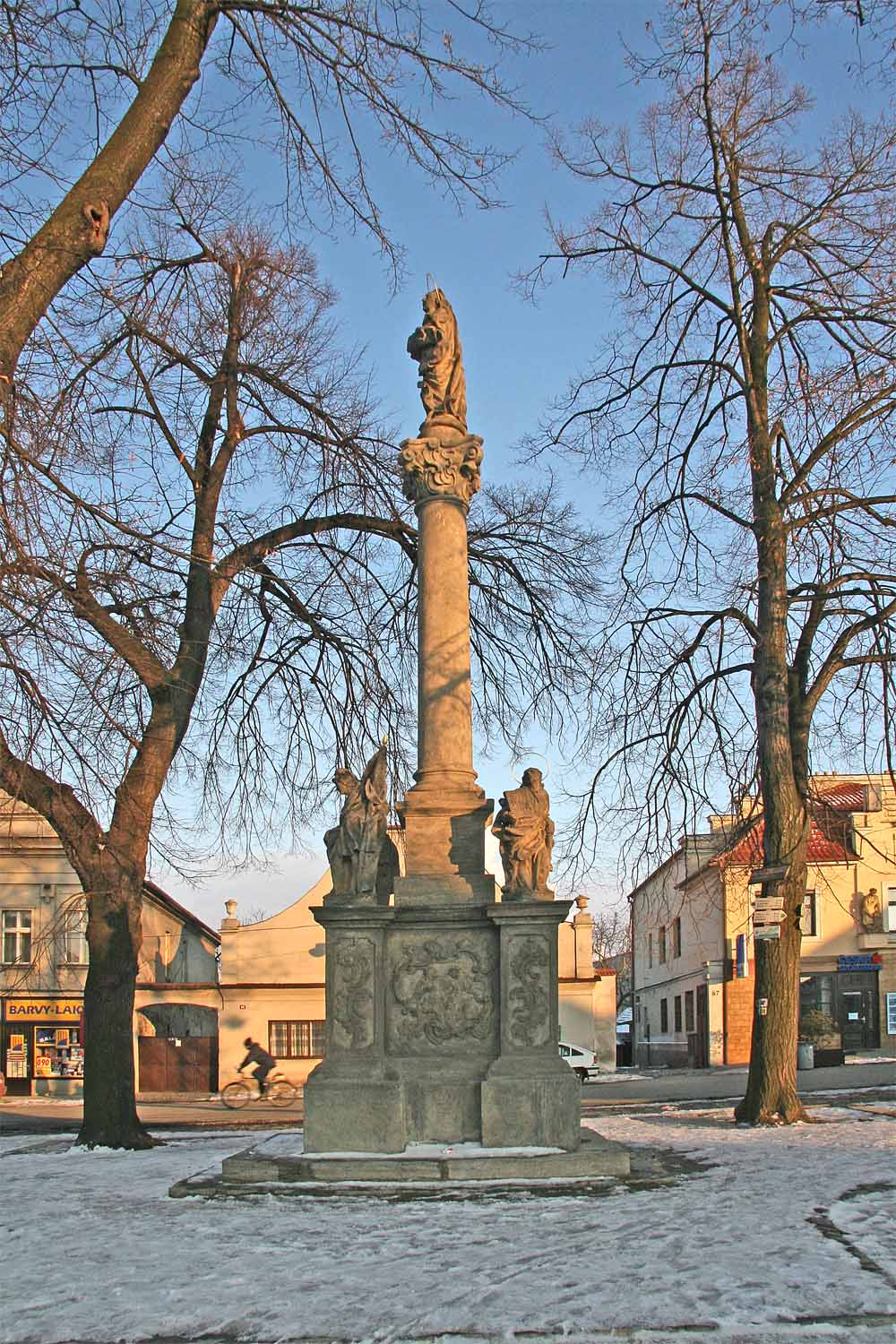
Тинец-над-Лабою (Чехія)
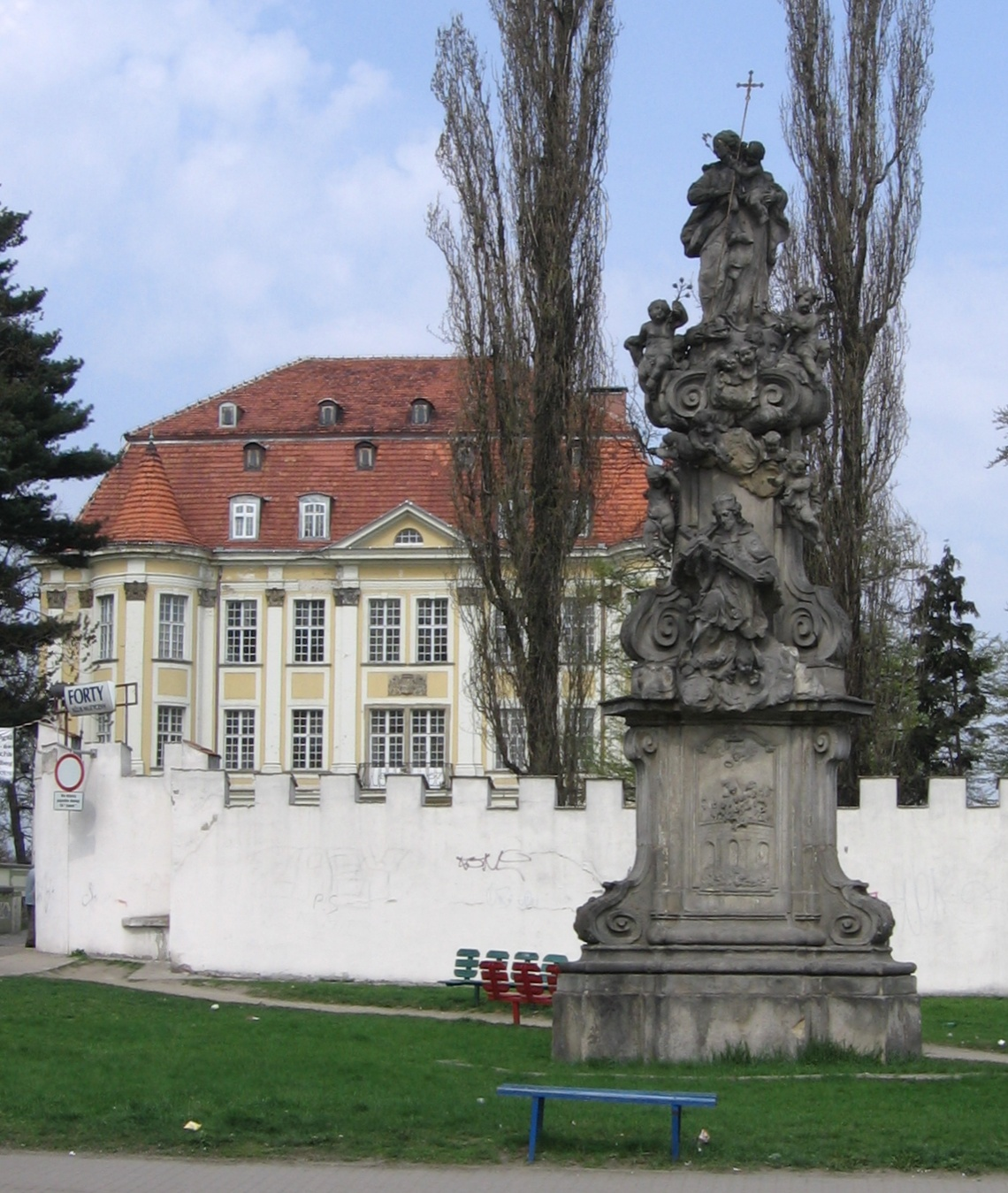
Вроцлав
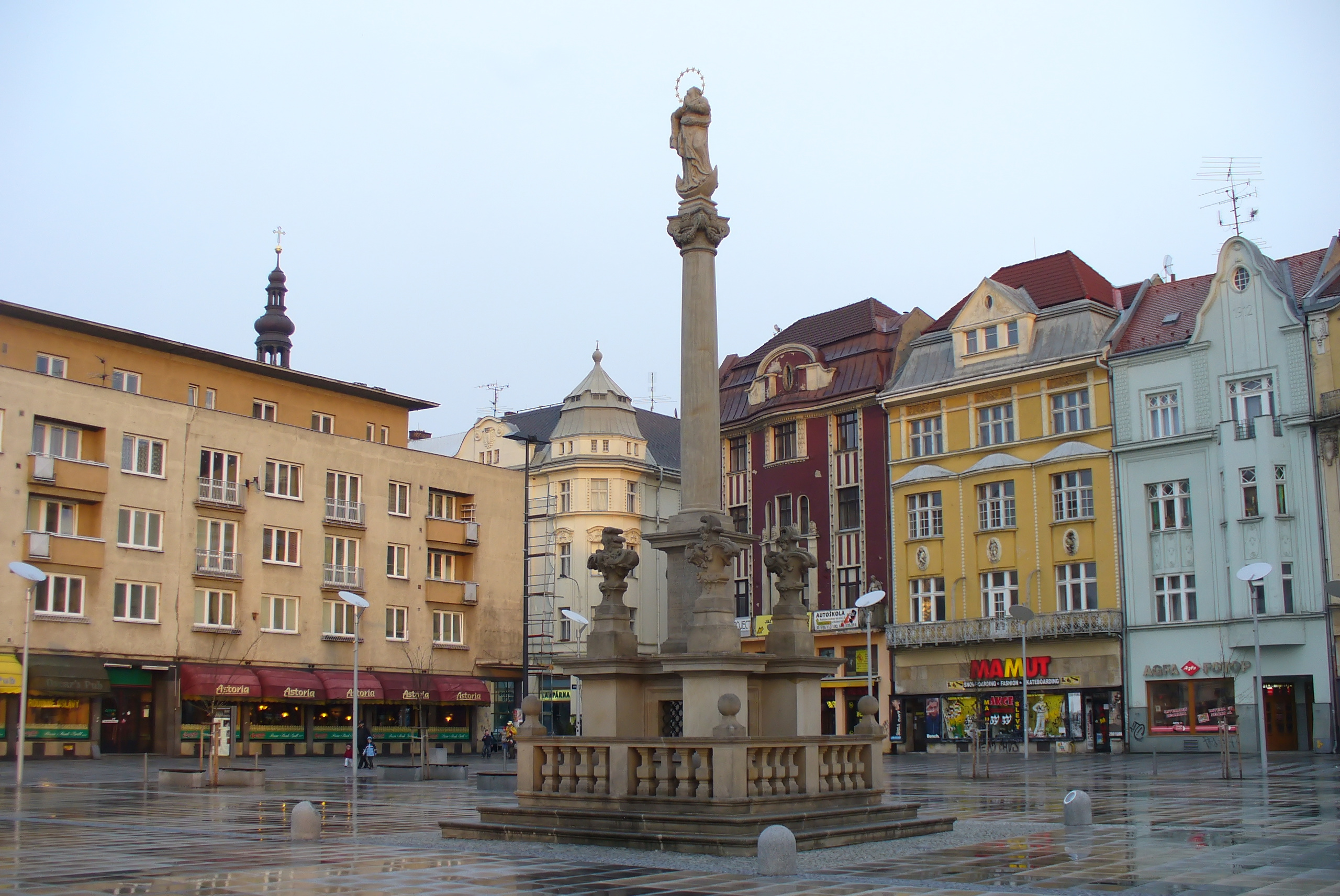
Острава
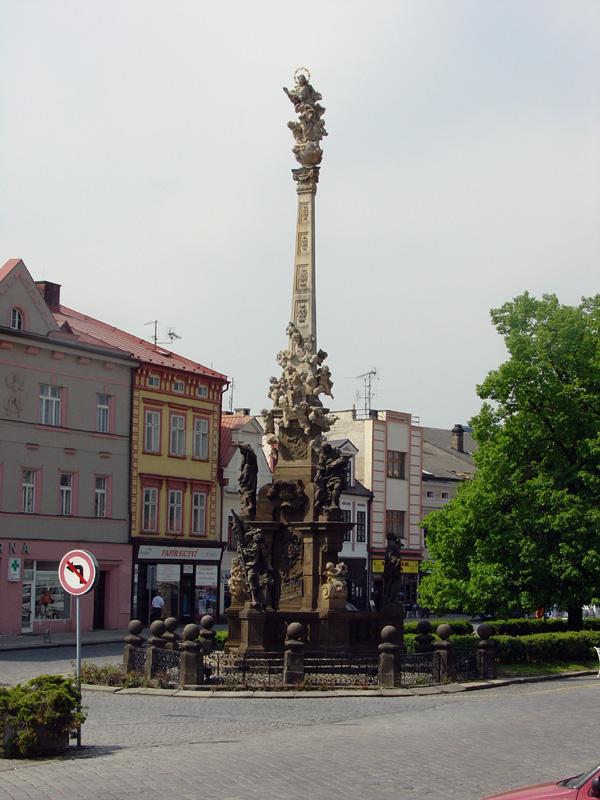
Яромеж (Чехія)
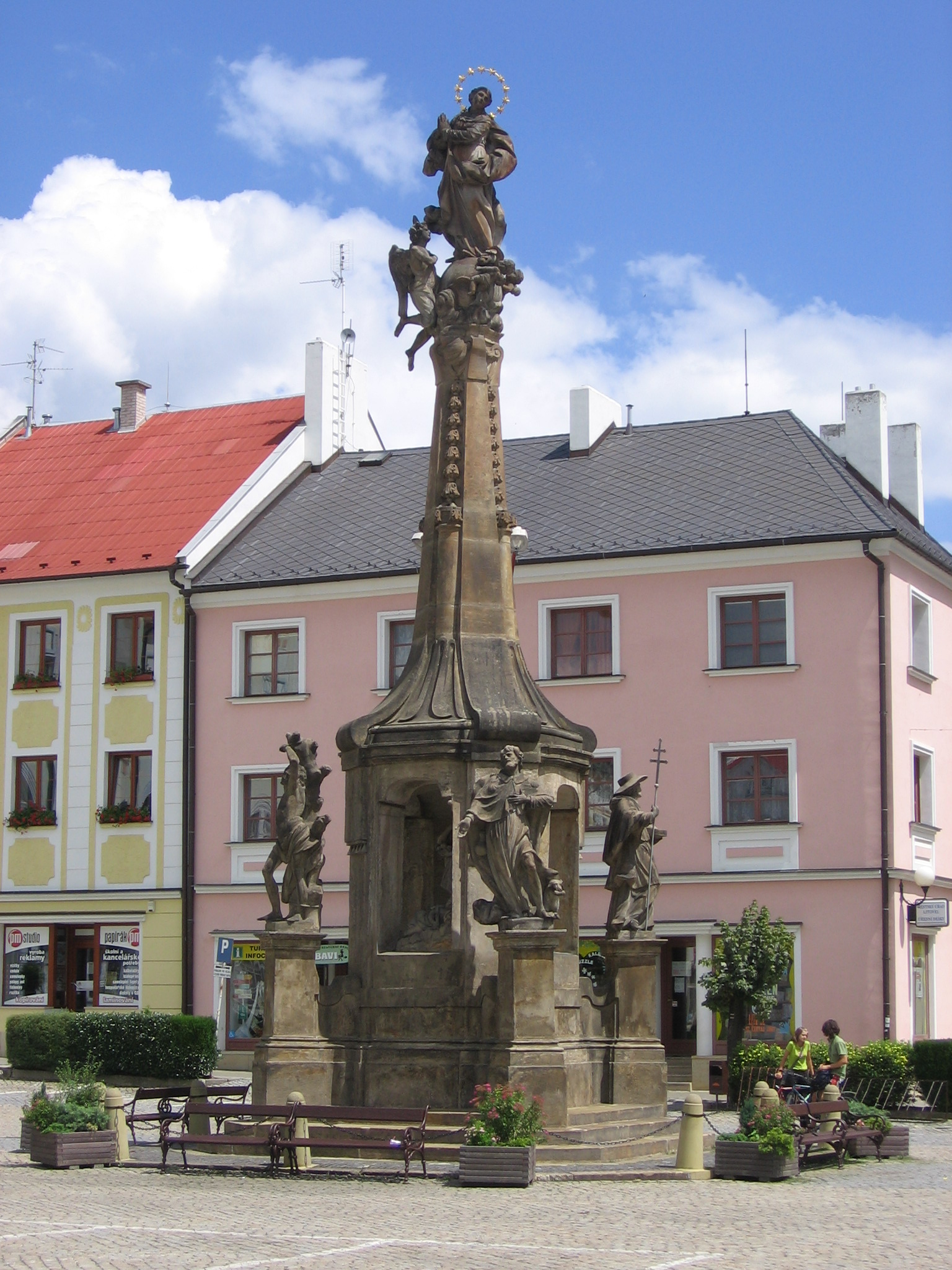
Літовель (Чехія)
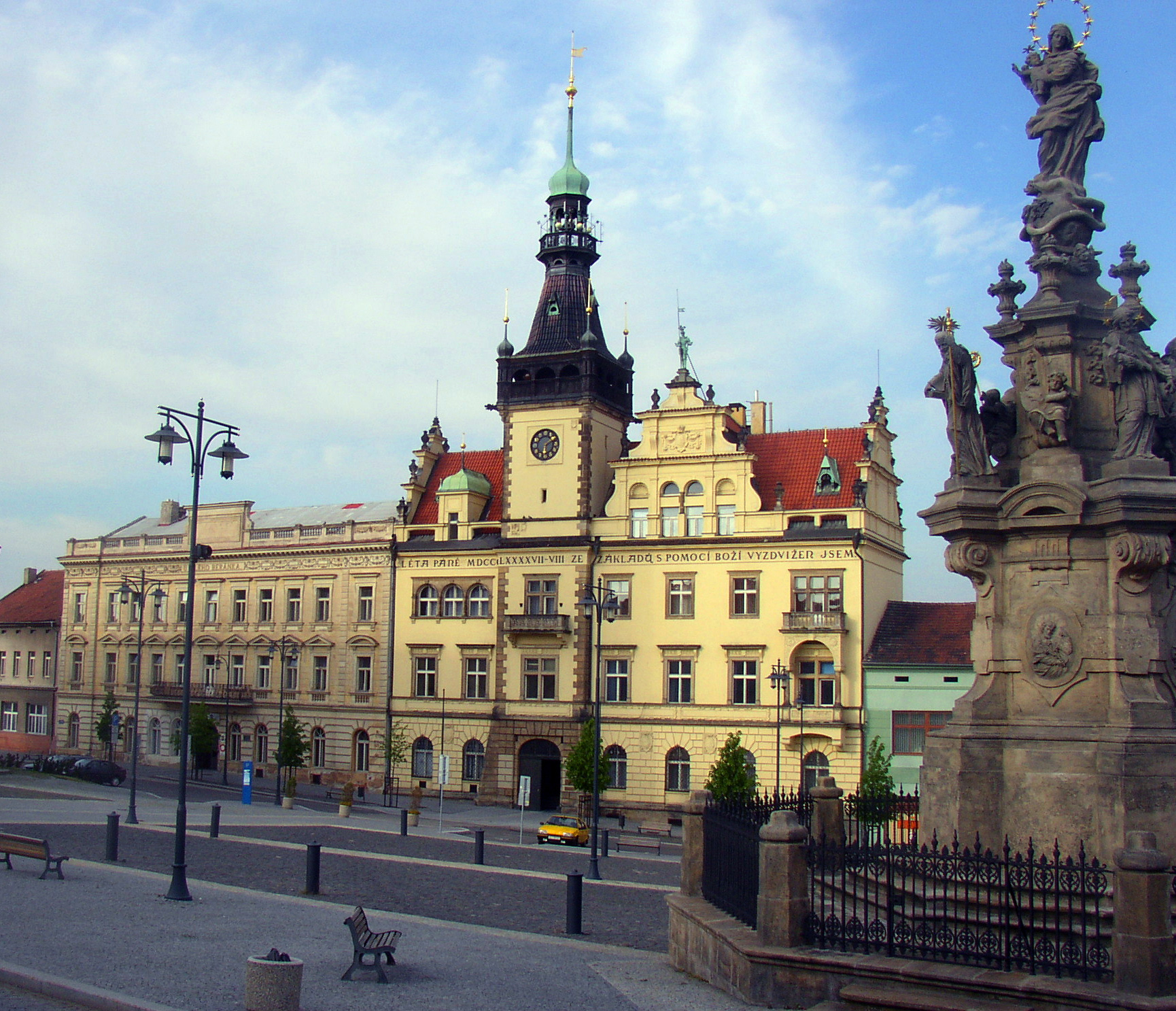
Кладно
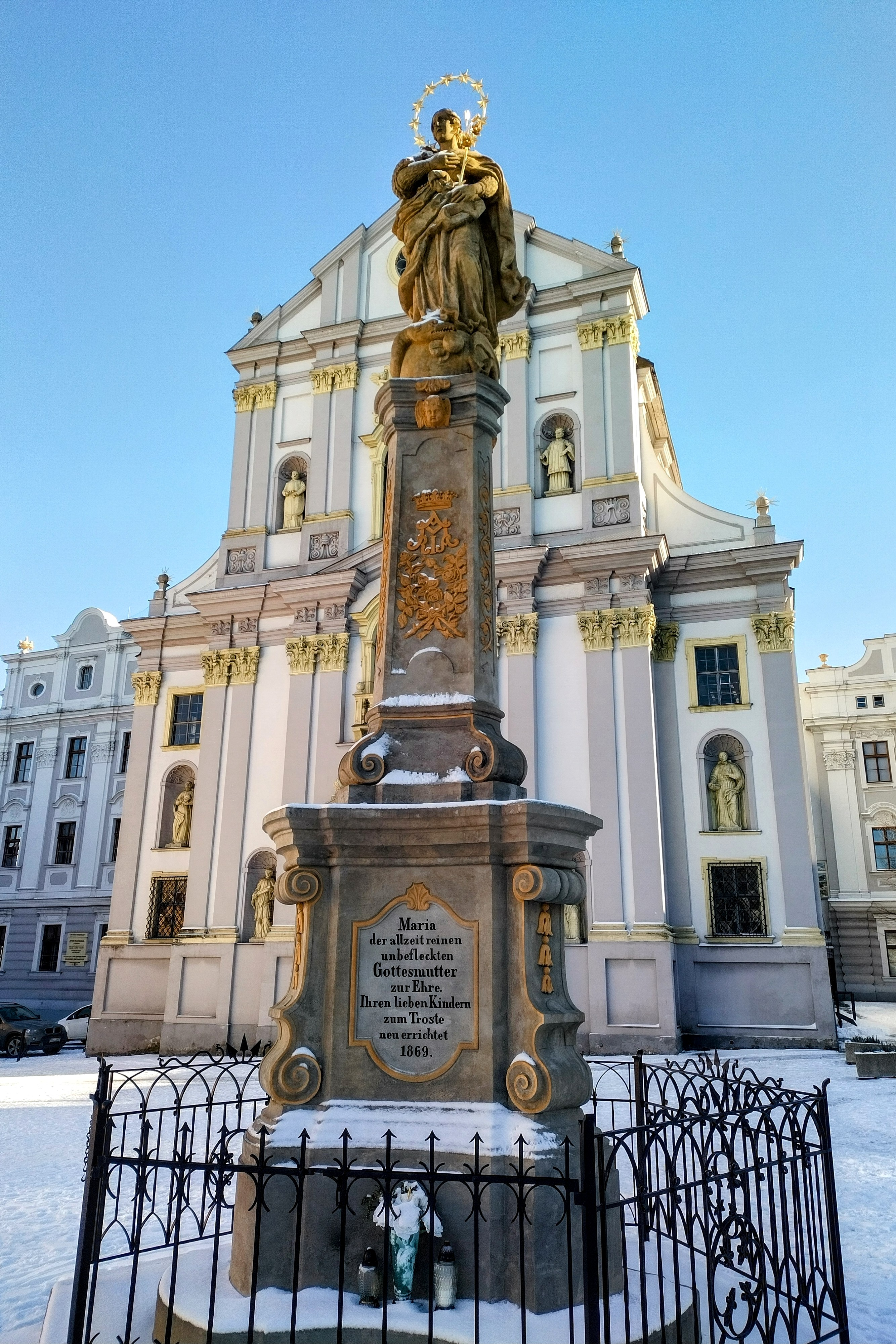
Опава
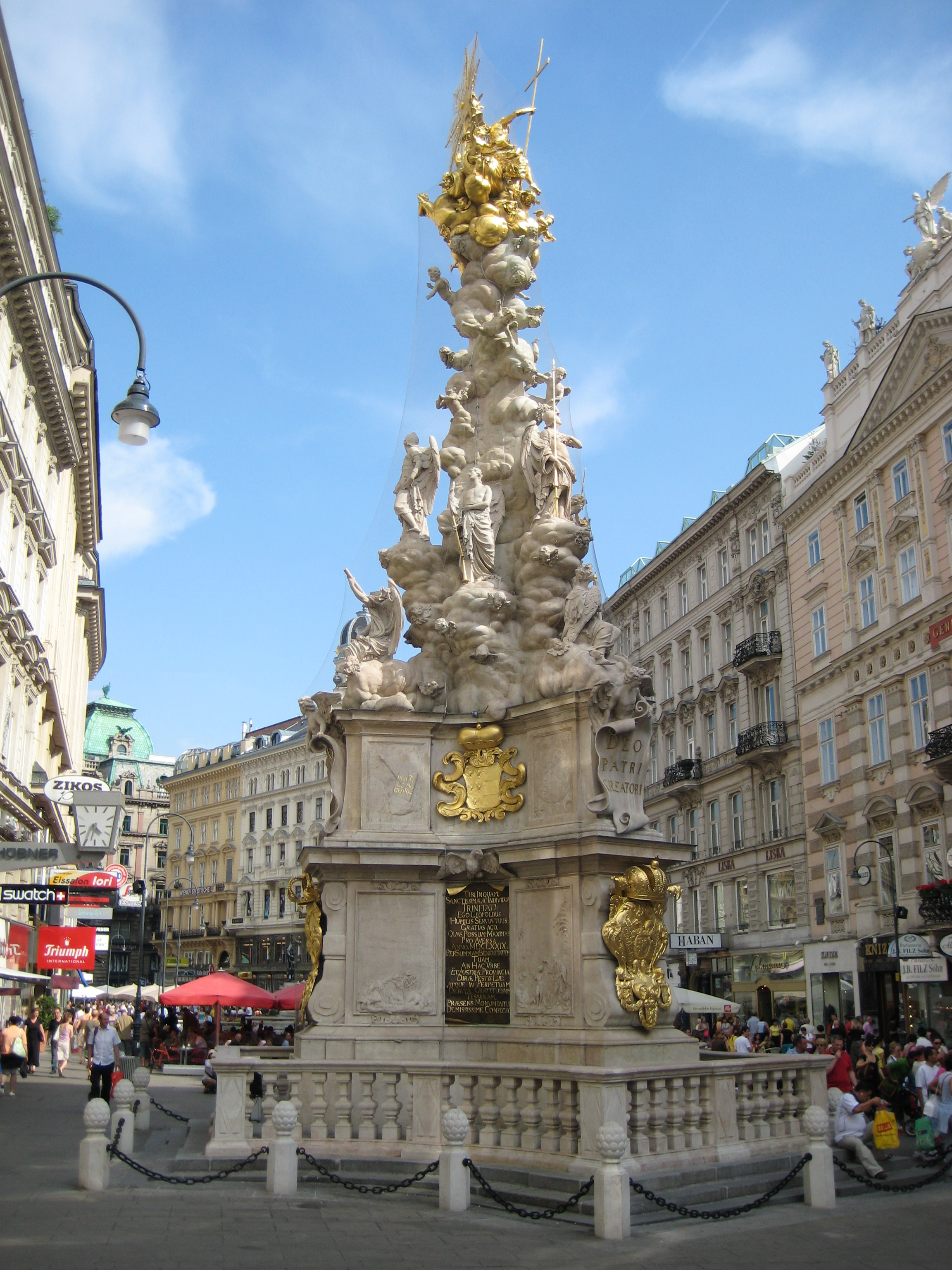
Відень
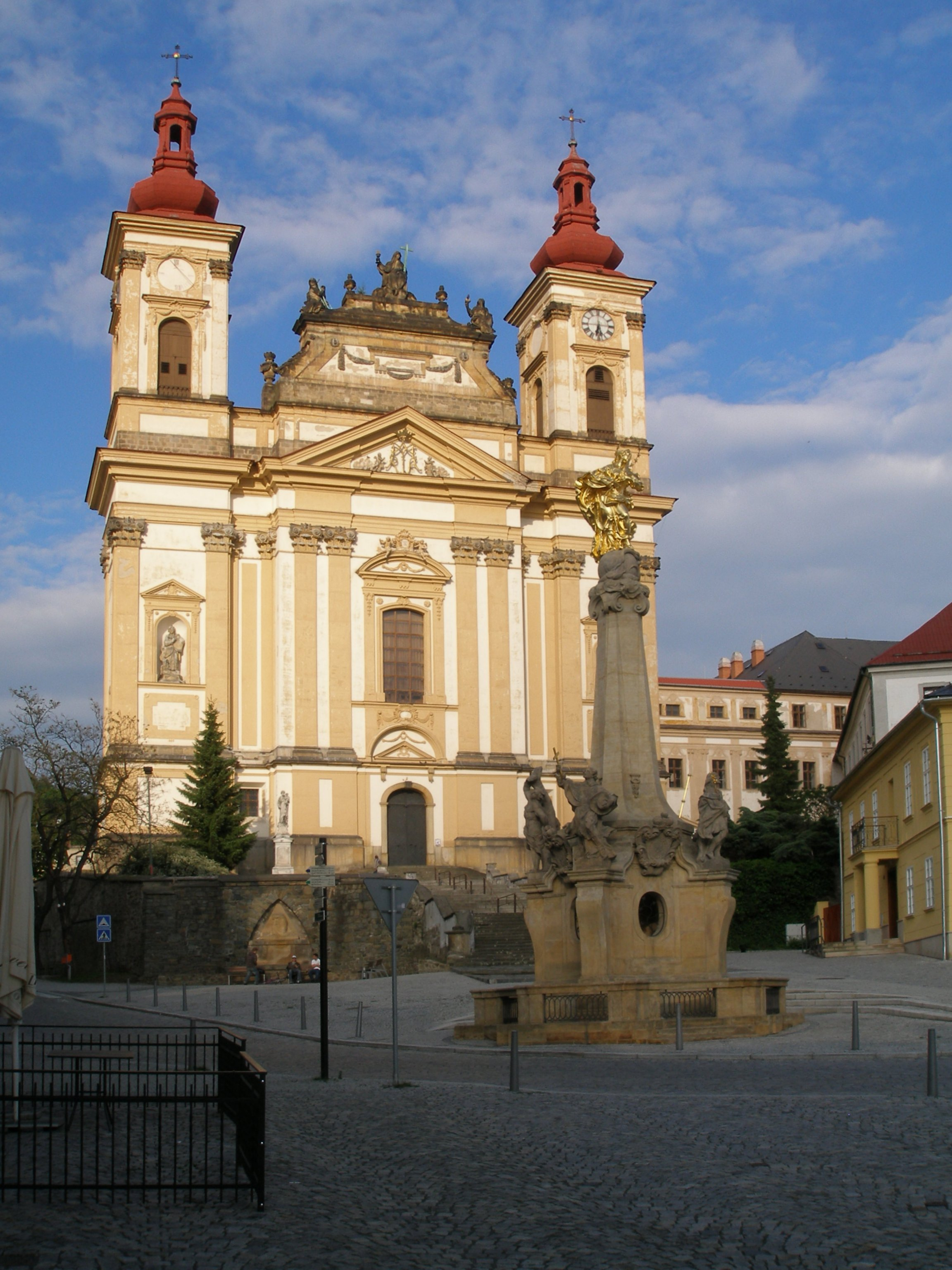
Штернберк (Чехія)
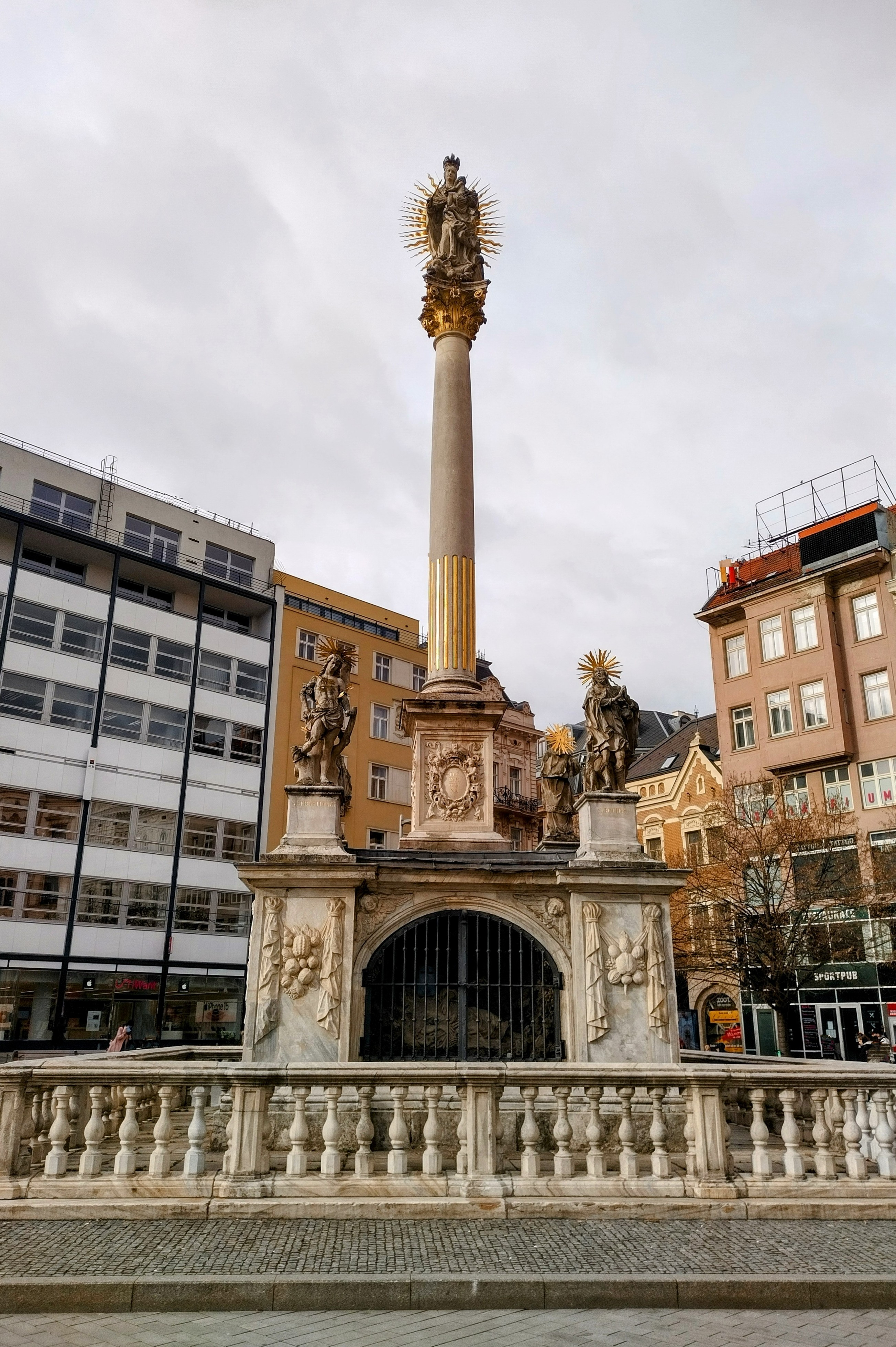
Брно, на площі Свободи
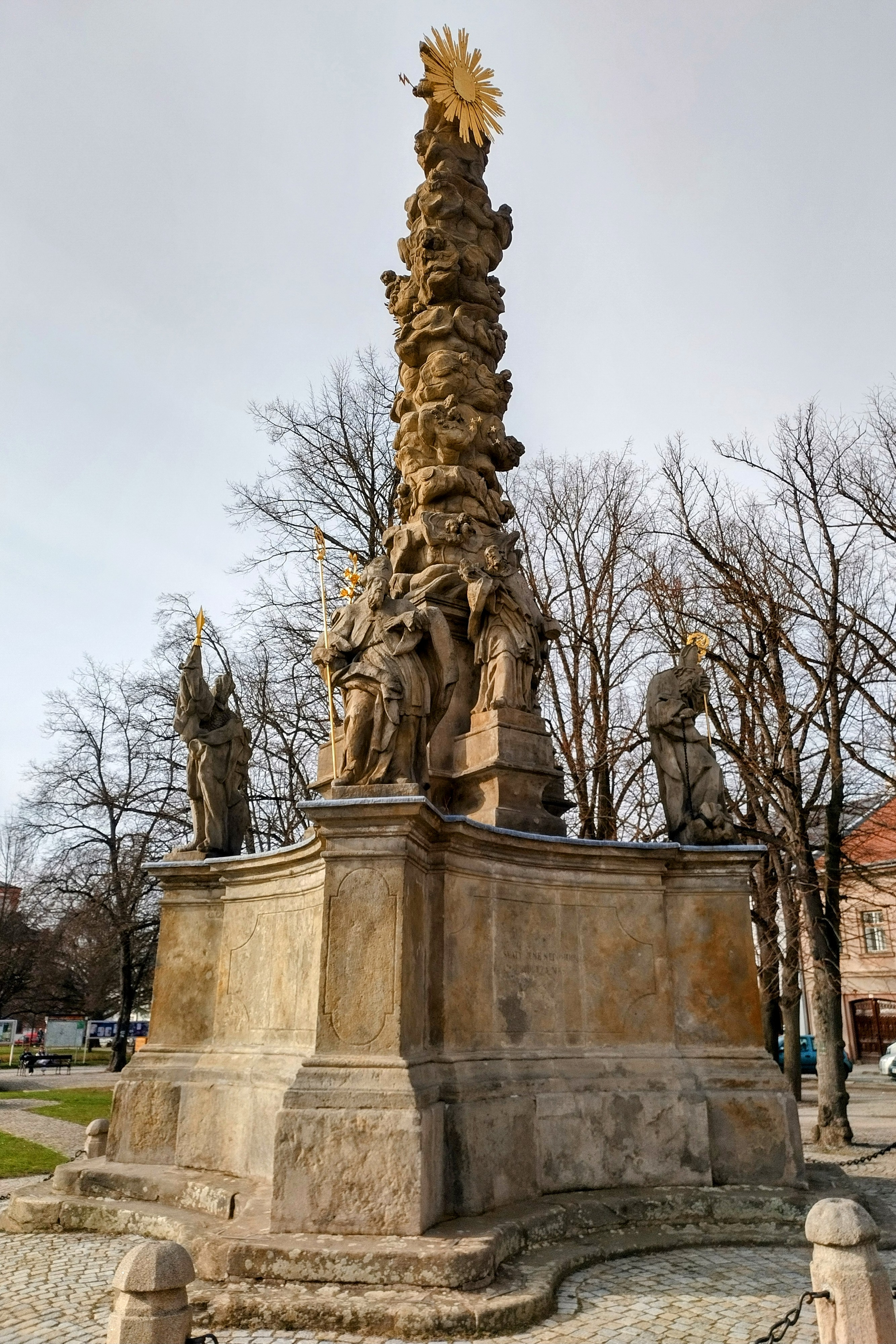
Польна (Край Височина, Чехія)
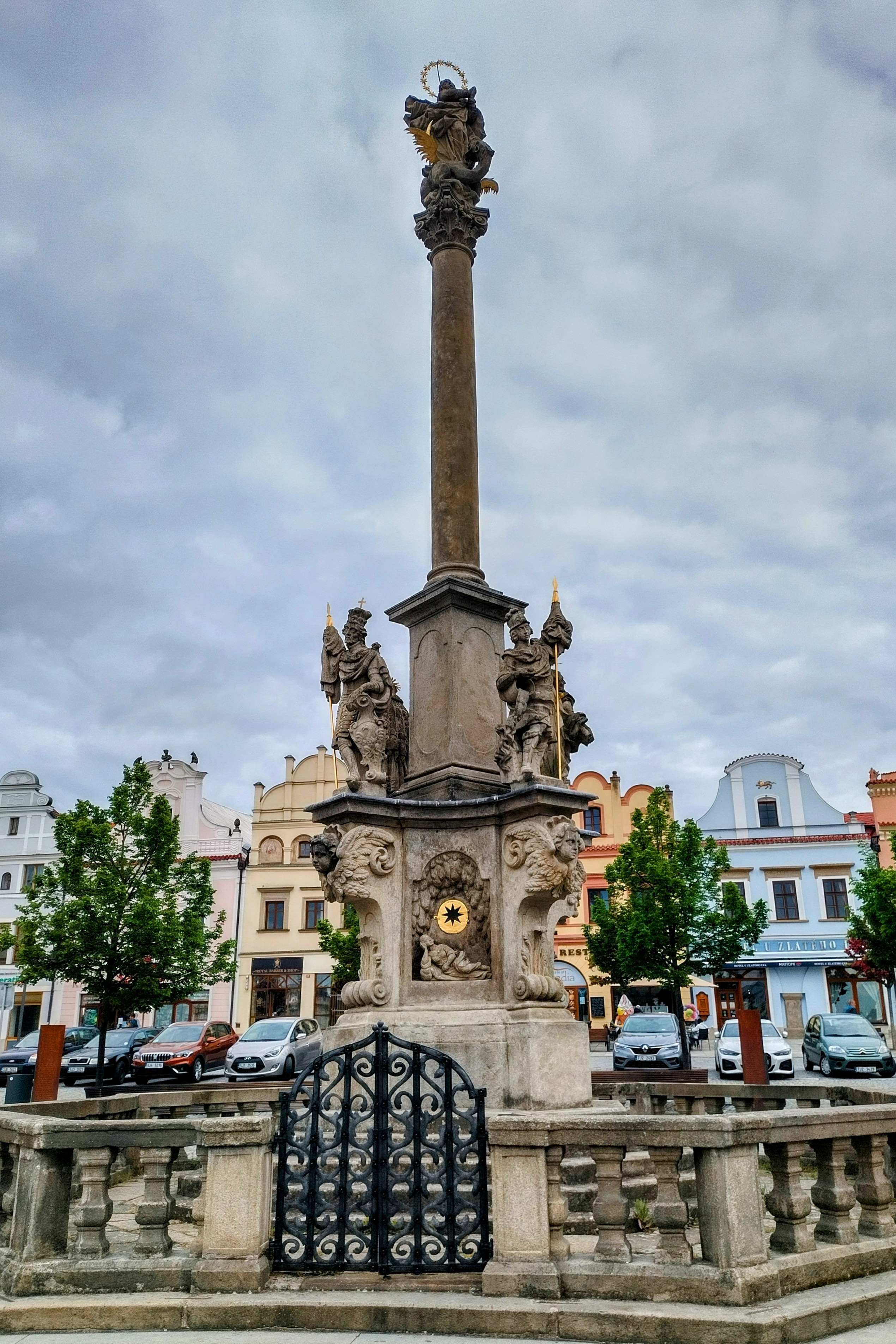
Гавличкув-Брод
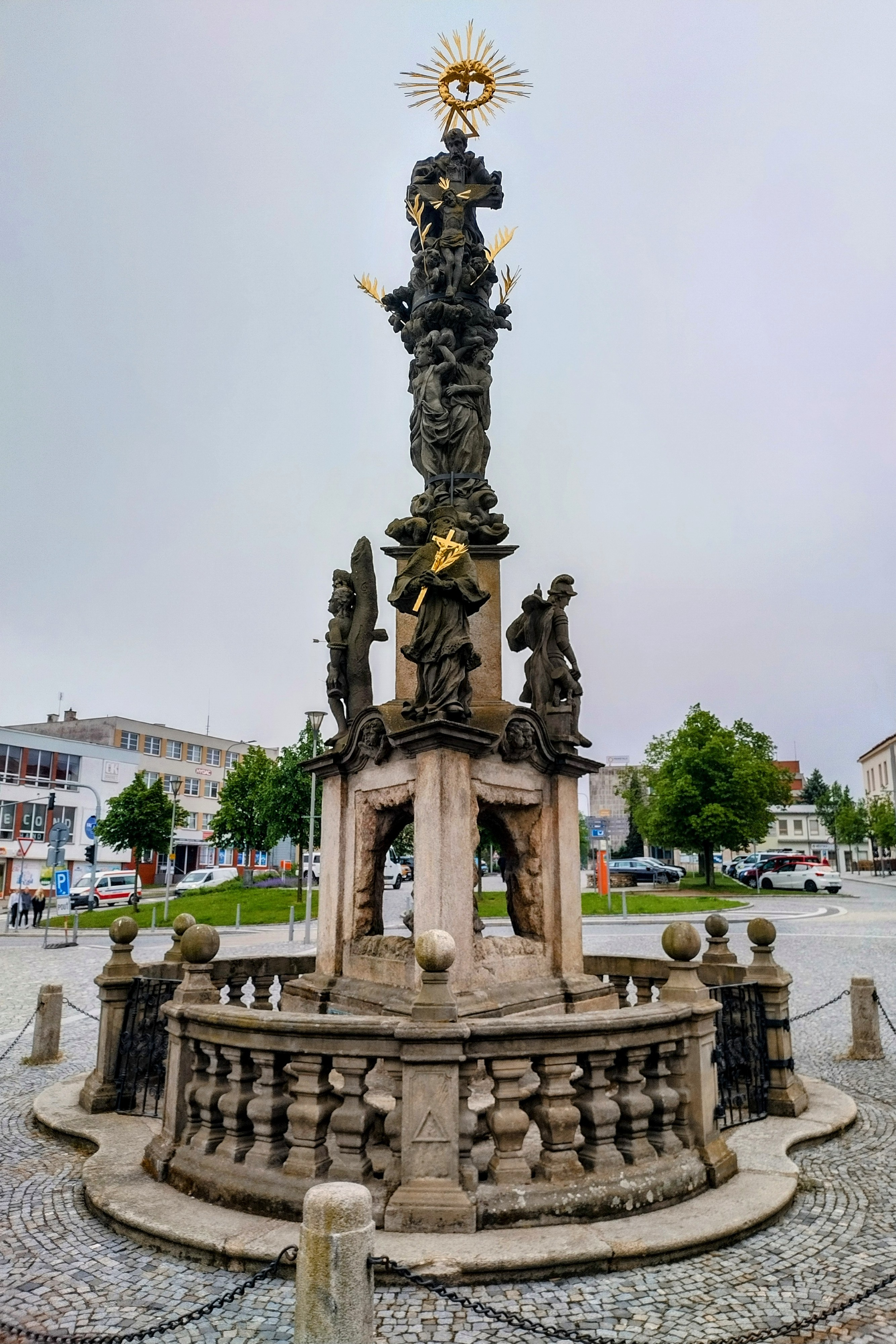
Ждяр-над-Сазавою, арх. Якуб Штайнхюбль (1706)
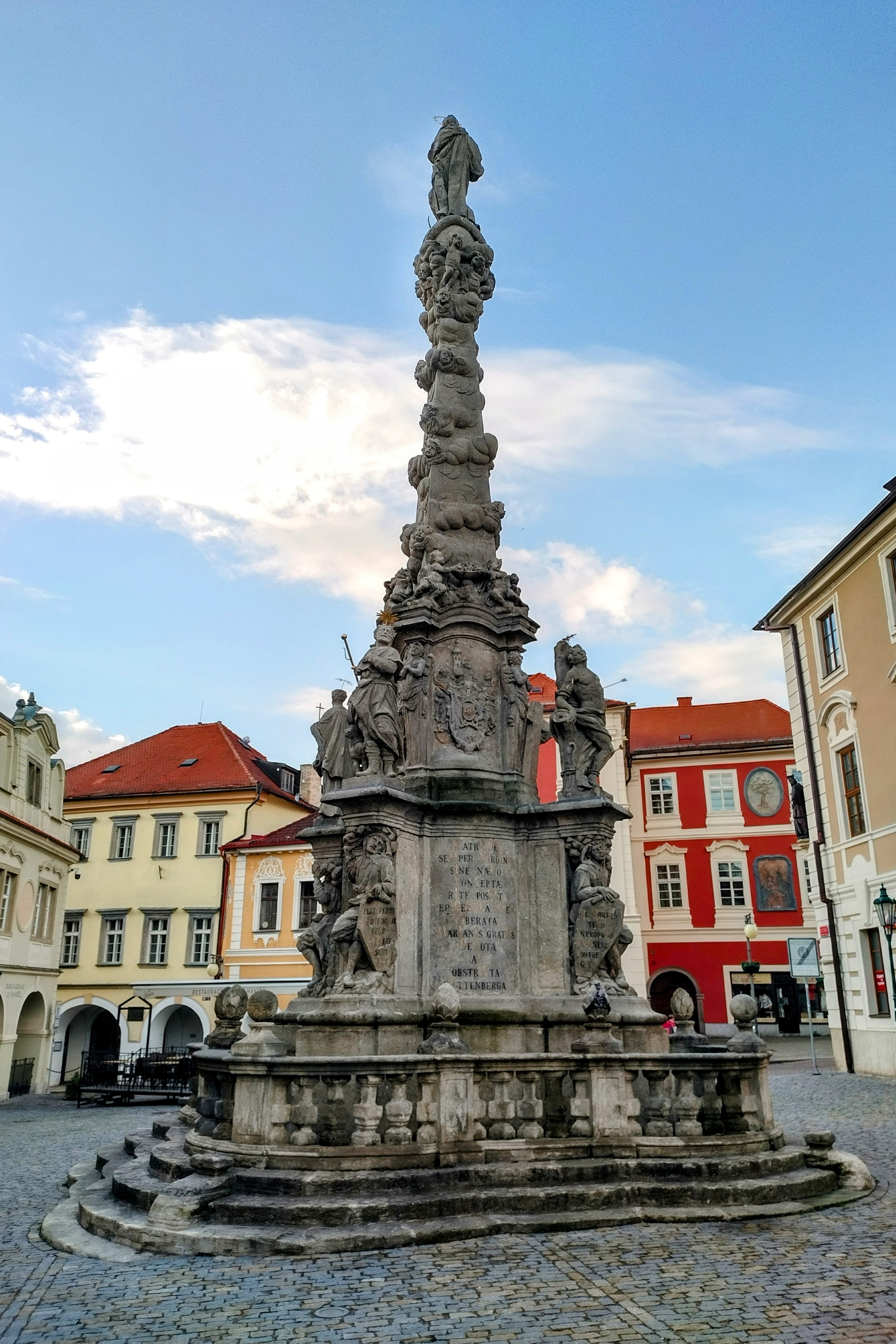
Кутна Гора
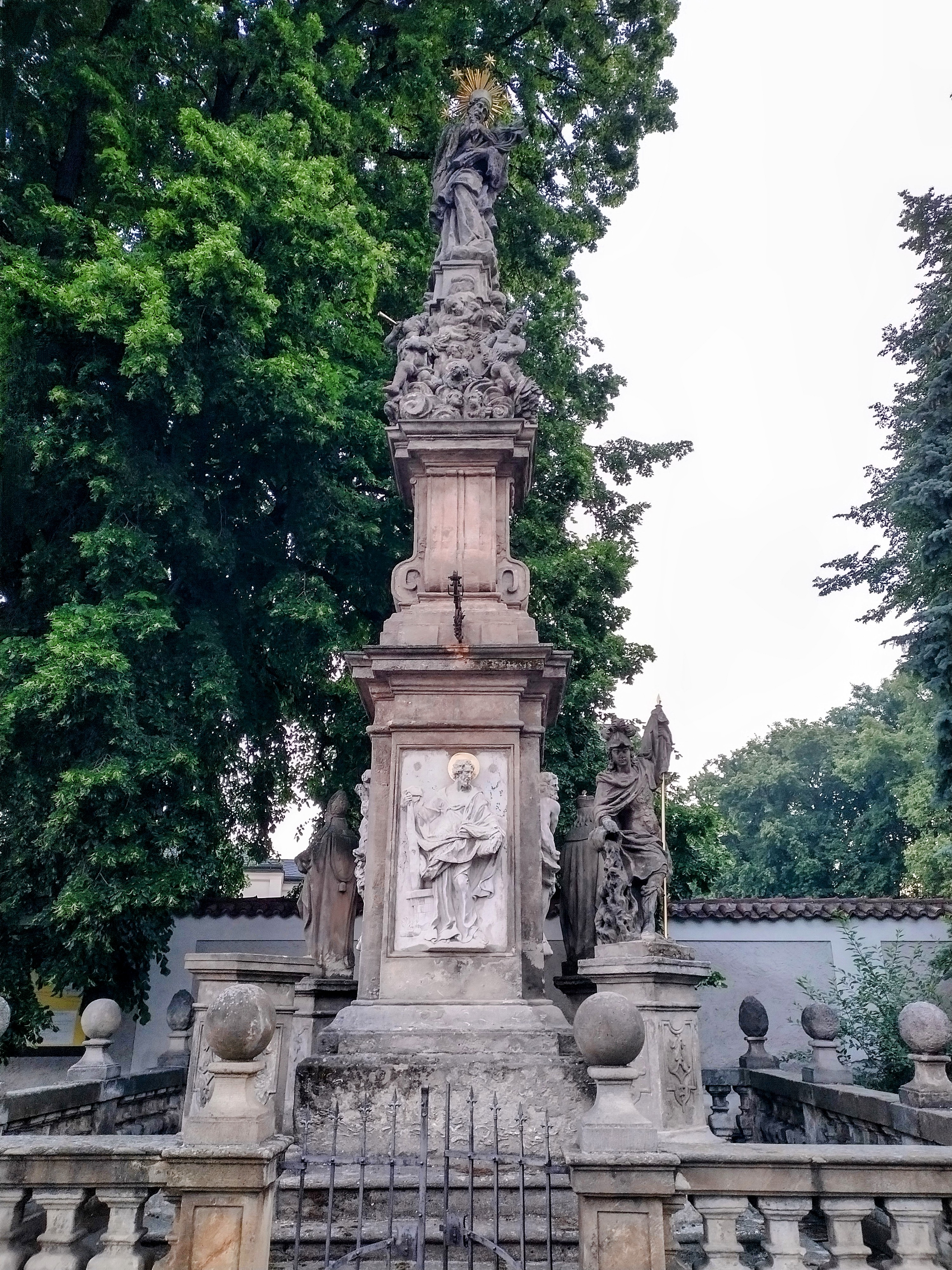
Седліце
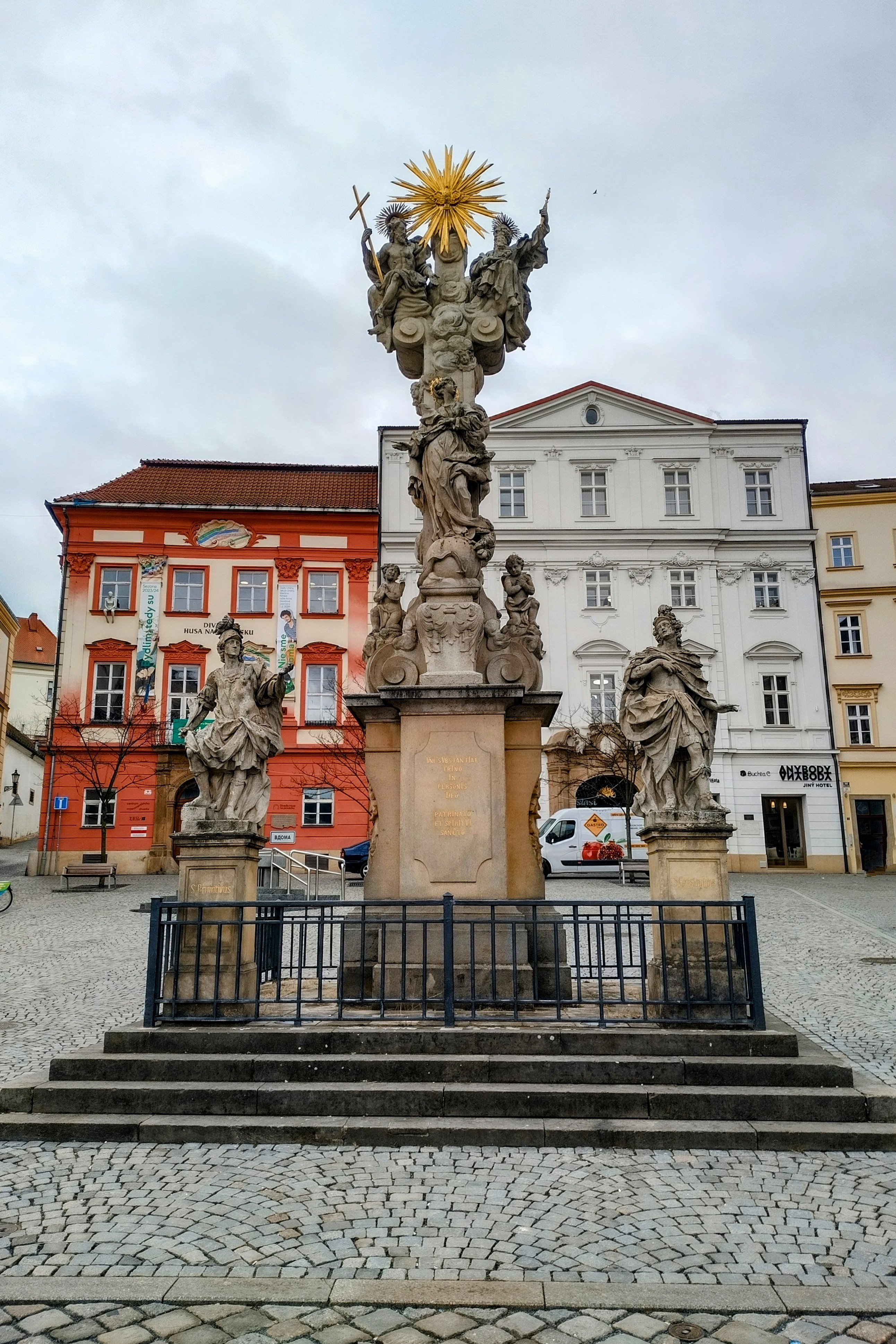
Брно, на Зеленому ринку
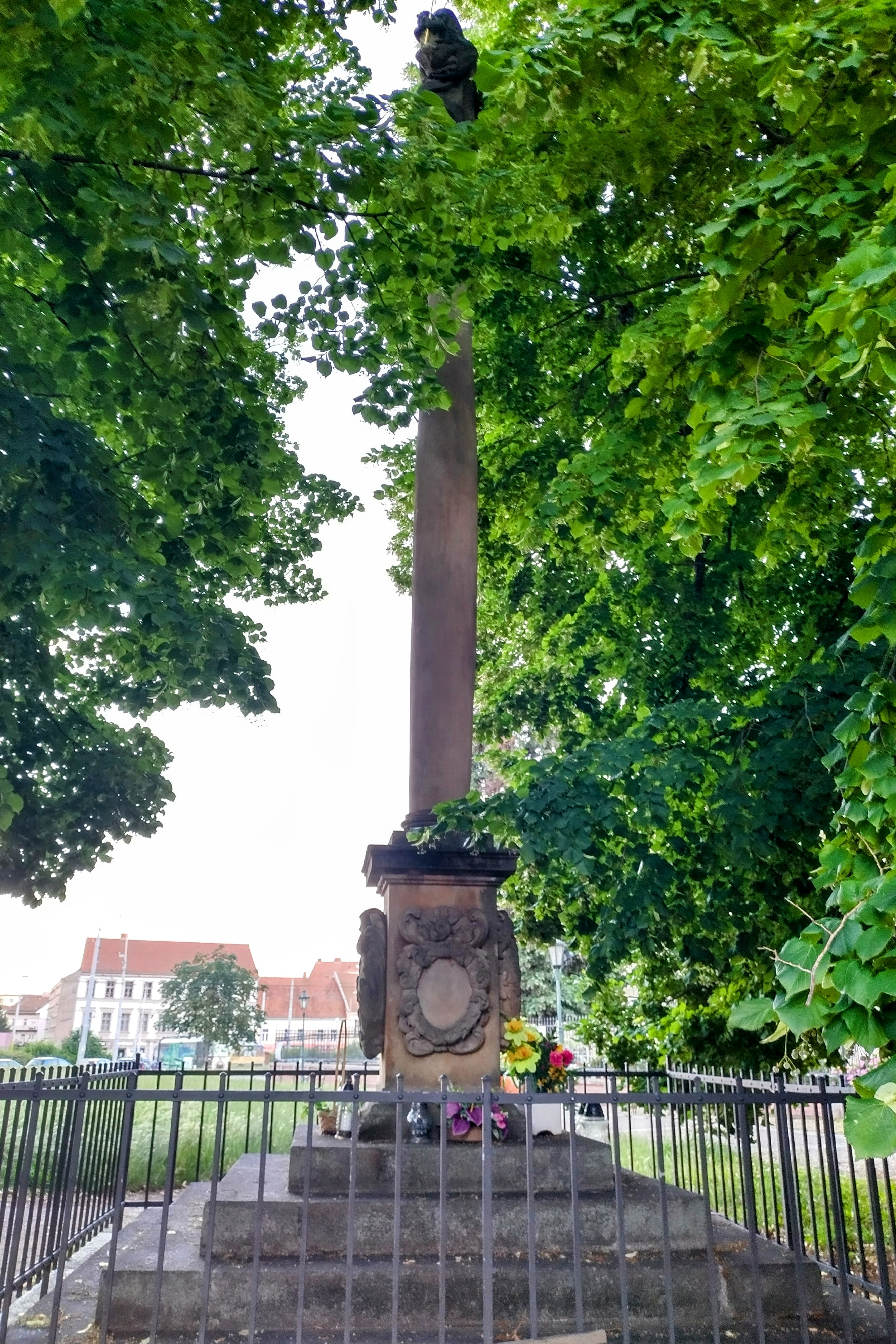
Брно, у сквері Менделя
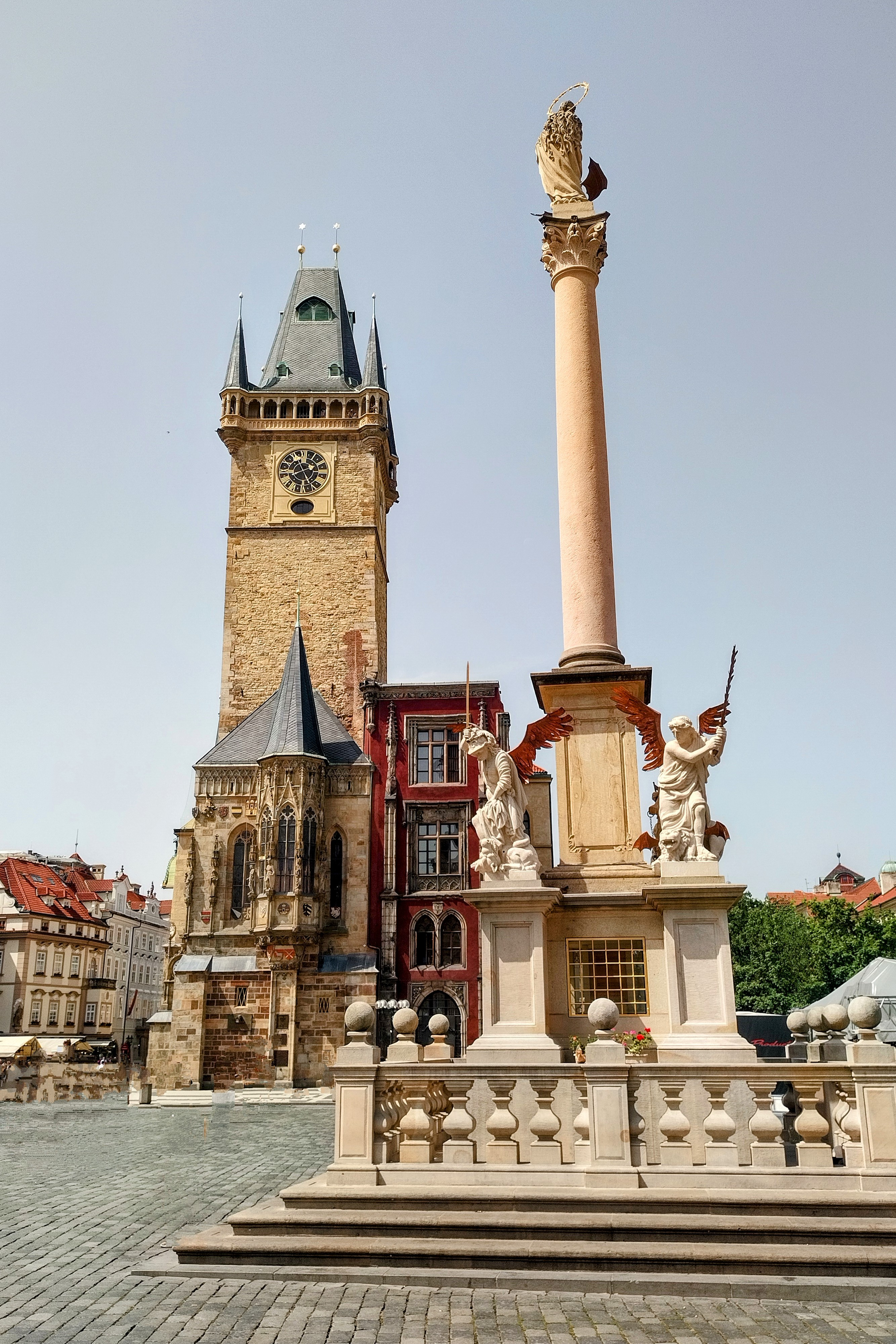
Прага, на Староміській площі
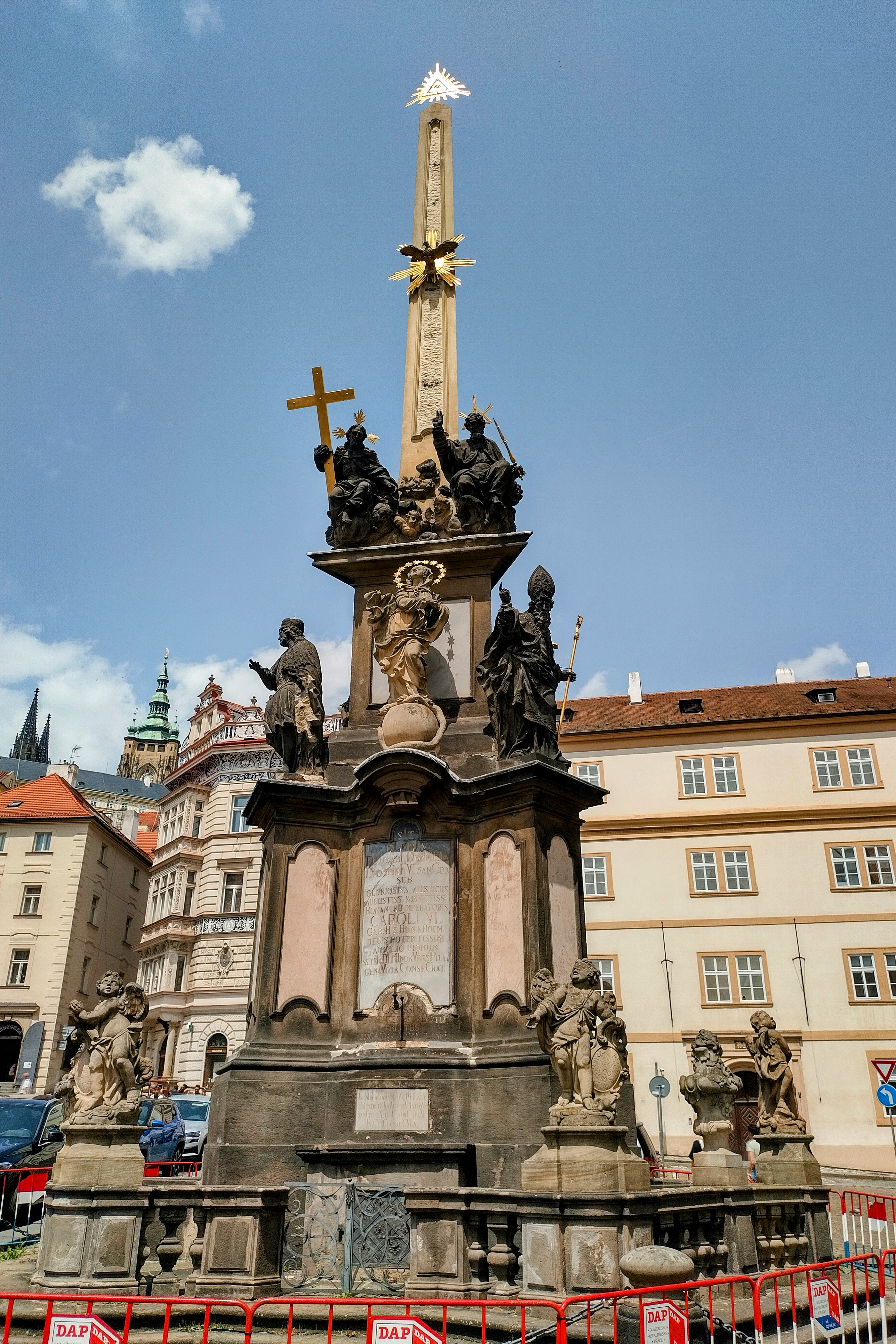
Прага, на Малостранській площі